# José Rujano
José Humberto Rujano Guillen (født 18. februar 1982) er en venezuelansk tidligere professionel cykelrytter.